# اوغوزوو (شهرستان کوشنارنکوفسکی، باشقیرستان)
اوغوزوو (انگلیسی: Uguzevo, Kushnarenkovsky District, Republic of Bashkortostan) یک شهرک در شهرستان کوشنارنکوفسکی جمهوری باشقیرستان در کشور روسیه است.